# Mister International
Mister International (česky doslovně Muž mezinárodní) je mezinárodní soutěž krásy pro muže, která byla založena v roce 2006.

## Vítězové soutěže
| ročník | rok  | Vítěz                      | Země                   | Datum konání      | Místo konání | Počet účastníků | Český reprezentant |
| ------ | ---- | -------------------------- | ---------------------- | ----------------- | ------------ | --------------- | ------------------ |
| 1.     | 2006 | Wissam Hanna               | Libanon                | 7. říjen 2006     | Singapur     | 18              | -                  |
| 2.     | 2007 | Alan Bianco Martini        | Brazílie               | 31. prosinec 2007 | Kuching      | 17              | -                  |
| 3.     | 2008 | Ngô Tiến Đoàn              | Vietnam                | 24. listopad 2008 | Tchaj-nan    | 30              | -                  |
| 4.     | 2009 | Juan Bruno Kettels Torrico | Bolívie                | 19. prosinec 2009 | Tchaj-nan    | 30              | -                  |
| 5.     | 2010 | Ryan Terry                 | Spojené království     | 20. listopad 2010 | Jakarta      | 40              | Jan Pochobradský   |
| 6.     | 2011 | César Curti                | Brazílie               | 17. prosinec 2011 | Bangkok      | 33              | Martin Gardavský   |
| 7.     | 2012 | Ali Hammoud                | Libanon                | 24. listopad 2012 | Bangkok      | 38              | Robert Anderle     |
| 8.     | 2013 | José Anmer Paredes         | Venezuela              | 21. listopad 2013 | Jakarta      | 38              | Antonín Beránek    |
| 9.     | 2014 | Neil Perez                 | Filipíny               | 14. únor 2015     | Soul         | 29              | Tomáš Dumbrovský   |
| 10.    | 2015 | Pedro Mendes               | Švýcarsko              | 30. listopad 2015 | Manila       | 36              | Jakub Kraus        |
| 11.    | 2016 | Paul Iskandar              | Libanon                | 13. únor 2017     | Bangkok      | 35              | Josef Kůrka        |
| 12.    | 2017 | Seung Hwan Lee             | Jižní Korea            | 30. duben 2018    | Rangún       | 36              | Matyáš Hložek      |
| 13.    | 2018 | Trịnh Văn Bảo              | Vietnam                | 24. únor 2019     | Manila       | 39              | Jiří Kmoníček      |
| 14.    | 2022 | Manu Franco                | Dominikánská republika | 30. říjen 2022    | Manila       | 35              | Matěj Švec         |
| 15.    | 2023 | Kim Thitisan Goodburn      | Thajsko                | 17. září 2023     | Bangkok      | 36              | Alexandros Panayi  |

### Počet vítězství jednotlivých zemí
| Země                   | Počet titulů | Roky vítězství   |
| ---------------------- | ------------ | ---------------- |
| Libanon                | 3            | 2006, 2012, 2016 |
| Brazílie               | 2            | 2007, 2011       |
| Vietnam                | 2            | 2008, 2018       |
| Bolívie                | 1            | 2009             |
| Velká Británie         | 1            | 2010             |
| Venezuela              | 1            | 2013             |
| Filipíny               | 1            | 2014             |
| Švýcarsko              | 1            | 2015             |
| Korea                  | 1            | 2017             |
| Dominikánská republika | 1            | 2022             |
| Thajsko                | 1            | 2023             |

## Úspěchy českých mužů
Mister International
| Ročník | jméno a příjmení | umístění        |
| ------ | ---------------- | --------------- |
| 2011   | Martin Gardavský | I. Vicemister   |
| 2013   | Antonín Beránek  | V. Vicemister   |
| 2014   | Tomáš Dumbrovský | II. Vicemister  |
| 2015   | Jakub Kraus      | IV. Vicemister  |
| 2016   | Josef Kůrka      | Top 16          |
| 2018   | Jiří Kmoníček    | III. Vicemister |

Vedlejší tituly
| Ročník | jméno a příjmení | umístění          |
| ------ | ---------------- | ----------------- |
| 2011   | Martin Gardavský | Health Man Awards |